# Vesa (nome finlandese)
Vesa  è un nome proprio di persona finlandese maschile.

## Origine e diffusione

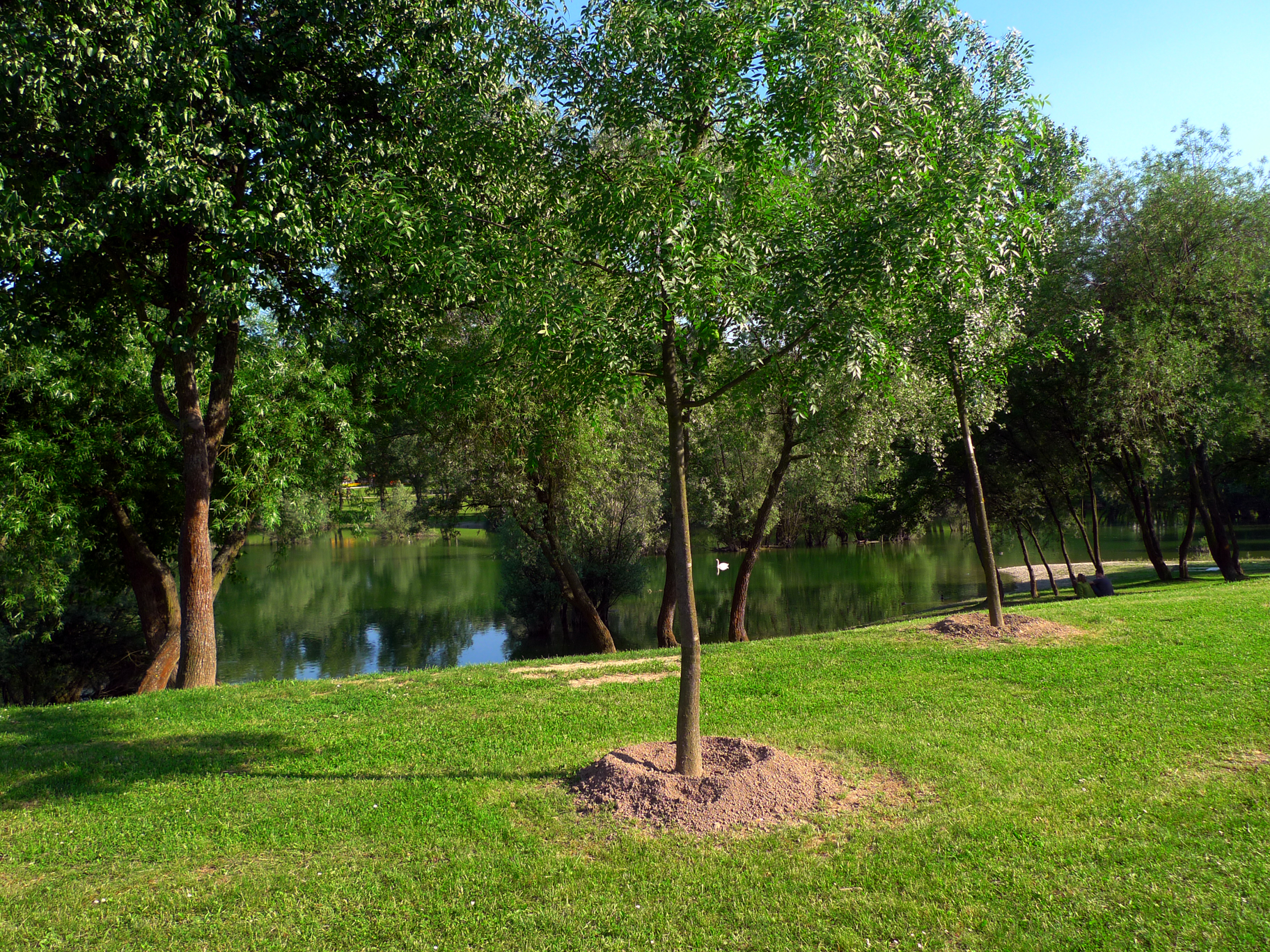
Alcuni alberi giovani piantati sulle rive del lago Bundek, Zagabria

Riprende un termine finlandese che vuole dire "giovane albero"; è quindi analogo, per significato, al nome ebraico Ilan. Non va confuso col nome albanese femminile Vesa, a cui non è correlato.

## Onomastico
Non vi sono santi che portano il nome Vesa, che quindi è adespota. L'onomastico si può festeggiare il 1º novembre, ricorrenza di Ognissanti.

## Persone
- Vesa Hakala, saltatore con gli sci finlandese
- Vesa Hietalahti, biatleta e allenatore di biathlon finlandese
- Vesa Kallio, pilota motociclistico finlandese
- Vesa-Matti Loiri, cantante e attore finlandese
- Vesa Mäkäläinen, cestista finlandese